# Bruno Pelletier

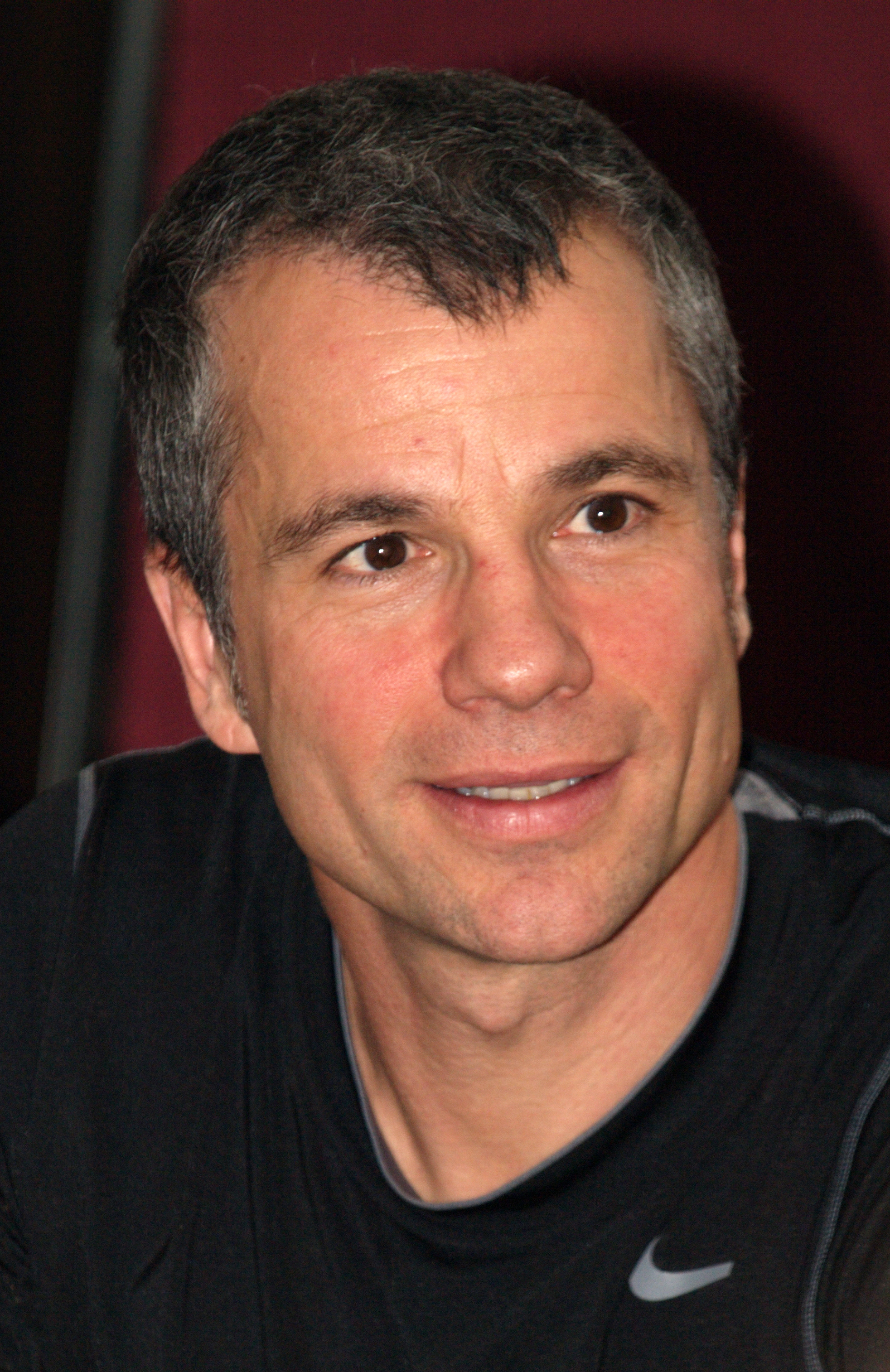
Bruno Pelletier in Moskou, 6/11/2009

Bruno Pelletier (Charlesbourg, Quebec, 7 augustus 1962) is een Canadees, Franstalige zanger uit Quebec.
In 1992 kwam zijn album Bruno Pelletier uit. Hij speelde toen ook de rol van James Dean in de rock opera La Légende de Jimmy van Luc Plamondon en Michel Berger. Hij trad 400 keren op in Starmania, eveneens geschreven door Luc Plamondon en Michel Berger. Hij speelde ook de rol van Gringoire in de Franstalige en de Engelstalige productie van Notre-Dame de Paris. Bruno Pelletier won als zanger diverse prijzen (onder meer verscheidene Felix Awards en World Music Awards).
Op 11 september 2007 realiseerde hij een album in jazz-stijl, genaamd Bruno Pelletier et le GrosZorchestre.

## Albums
- Bruno Pelletier (1992)
- Défaire l'amour (1995)
- Miserere (1997)
- D'autres rives (1999)
- Sur scène (2001)
- Un monde à l'envers (2002)
- Concert de Noël (2003)
- Dracula - Entre l'amour et la mort (2005)
- Bruno Pelletier et le GrosZorchestre (2007)
- Microphonium (2009)
- Rendus là (2012)
- Musique et cinéma (2014)

- Bibliothèque nationale de France: cb14214783p (data)
- Gemeinsame Normdatei: 135194008
- International Standard Name Identifier: 0000 0001 1949 3050
- Library of Congress Control Number: no98066031
- MusicBrainz: e97981e8-2950-430c-bf70-a8d3f9d46213
- Système universitaire de documentation: 077447743
- Virtual International Authority File: 44511078
- WorldCat: E39PBJp9yrKc3cMp63kw8wVjYP